# グリース・バンド
グリース・バンド（The Grease Band）は、ジョー・コッカーのバックバンドとして結成されたイギリスのロックバンド。
バンド自体の名義でも、1970年代に2枚のアルバムを録音している。バンド名が冠された最初のアルバム『グリース・バンド』について、 『オールミュージック』のジョー・ヴィリオーネは、次のように述べている。「...およそ商業性からは遠い作品だが、1969年にジョー・コッカーのバックで、1970年代半ばにマリアンヌ・フェイスフルのバックで、魔法を見せてくれた連中の音が記録されていることは重要だ。... ロンドンで録音されたこのレコードはヴィンテージものであり、録音から100年経っても、丹精された歴史的な録音盤として敬意をもたれることだろう」。
キーボード奏者のクリス・ステイントンは、ジョー・コッカーと同じくシェフィールド出身で、仲間内では「ロビン (Robin)」という名で親しまれ、後にはエリック・クラプトンのツアーに頻繁に参加した。ベース奏者のアラン・スペナーは、リズムギターのニール・ハバートとともに、後にはイギリスの白人ソウル・バンド、ココモに参加した。ドラムのブルース・ローランドは、1975年から1979年までフェアポート・コンヴェンションに参加した。リードギターのヘンリー・マッカロクは、ポール・マッカートニーのウイングスの初期に参加したほか、現在もソロ・アーティストとして活動を続けている

## ディスコグラフィ

### アルバム
- 『グリース・バンド』 - The Grease Band (1971年、Shelter/Harvest)[4]
- Amazing Grease (1975年、Goodear)[5]